# モンティチェッロ・ブリアンツァ
モンティチェッロ・ブリアンツァ（伊: Monticello Brianza）は、イタリア共和国ロンバルディア州レッコ県にある、人口約4,100人の基礎自治体（コムーネ）。

## 地理

### 位置・広がり
レッコ県南西部、ブリアンツァ地方のコムーネ。モンツァから北へ14km、県都レッコから南南西へ17km、州都ミラノから北北東へ29kmの距離にある。

#### 隣接コムーネ
隣接するコムーネは以下の通り。MBはモンツァ・エ・ブリアンツァ県所属。
- バルザノ
- ベザーナ・イン・ブリアンツァ (MB)
- カザテノーヴォ
- カッサーゴ・ブリアンツァ
- ミッサーリア
- レナーテ (MB)
- ヴィガノ

### 気候分類・地震分類
気候分類では、zona E, 2646 GGに分類される。
また、イタリアの地震リスク階級 (it) では、zona 3 (sismicità bassa) に分類される。

## 行政

### 分離集落
モンティチェッロ・ブリアンツァには、以下の分離集落（フラツィオーネ）がある。
- Casirago, Cortenuova, Prebone, Torrevilla